# Typ Roßlau
Der Typ Roßlau, auch Serie Abba, ist ein kleiner Mehrzweck-Schiffstyp.

## Einzelheiten
Die Serie Abba bestand aus elf baugleichen Einheiten, die von der norwegischen Gesellschaft A/S Osloagenturer der Osloer Reederei Lars Rej Johansen bei der Roßlauer Schiffswerft in Auftrag gegeben wurden. Gebaut wurde die Serie zwischen 1969 und 1970. Ein Teil der Schiffe wurde während der Bauzeit an andere norwegische Reedereien weiterveräußert. Nach dem Abschluss der Serie Abba schloss sich eine bis 1973 gebaute Baureihe des etwas größeren Typ Europa für dieselbe Reederei an.
Die Einheiten sind als Paragraphenschiffe, deren Vermessung unter 200 Bruttoregistertonnen bleiben musste, ausgelegt. Der Schiffsentwurf ist als kleiner Mehrzweck-Küstenmotorschiff mit achtern angeordnetem Deckshaus und einem Laderaum ausgelegt. Der Rauminhalt des Laderaums beträgt 459 m3 für Schüttgut und 397 m3 Ballenraum. Die 19,80 Meter lange und 4,00 Meter breite Laderaumluke wird mit Balanlift-Stahllukendeckeln verschlossen. In der Hauptsache wurden die Schiffe für den Transport von Stückgut, Massenstückgüter und Massengüter konzipiert. Die Schiffe sind mit vor und hinter der Luke angebrachten elektrohydraulischen Ladebäumen mit drei und fünf Tonnen Hubvermögen ausgerüstet.
Der Antrieb der Schiffe besteht aus einem Deutz-Viertakt-Dieselmotor des Typs BF12M-716. Der Motor mit einer Leistung von 309 kW ermöglicht eine Geschwindigkeit von etwa 10,1 Knoten.

## Die Schiffe (Auswahl)
| Typ Roßlau / Serie Abba      | Typ Roßlau / Serie Abba | Typ Roßlau / Serie Abba | Typ Roßlau / Serie Abba | Typ Roßlau / Serie Abba                                  | Typ Roßlau / Serie Abba |
| Bauname                      | Bauwerft/ Baunummer     | IMO-Nummer              | Ablieferung             | Auftraggeber                                             | Spätere Namen und Verbleib |
| ---------------------------- | ----------------------- | ----------------------- | ----------------------- | -------------------------------------------------------- | --- |
| Abba                         | Roßlau/3231             | -                       | 31. Mai 1969            | Lars Rej Johansen, Oslo Freddy Hareide Shipping, Ålesund | 1969 Vatnanes, am 10. März 1973 auf einer Reise von Lissabon nach Newhaven mit Steinen und Stückgut in der Biscaya mit allen sechs Mann gesunken |
| Loss                         | Roßlau/412              | -                       | 30. Dezember 1970       | Lars Rej Johansen, Oslo                                  | - |
| Daten: Equasis, grosstonnage |                         |                         |                         |                                                          | |